# Alexéi Selivérstov
Alexéi Nikoláyevich Selivérstov –en ruso, Алексей Николаевич Селиверстов– (Ufá, URSS, 24 de julio de 1976) es un deportista ruso que compitió en bobsleigh en la modalidad cuádruple. 
Participó en tres Juegos Olímpicos de Invierno, entre los años 1998 y 2006, obteniendo una medalla de plata en Turín 2006, en la prueba cuádruple (junto con Alexandr Zubkov, Filipp Yegorov y Alexei Voyevoda).
Ganó dos medallas en el Campeonato Mundial de Bobsleigh, plata en 2005 y bronce en 2003, y dos medallas en el Campeonato Europeo de Bobsleigh, oro en 2005 y bronce en 2006.

## Palmarés internacional
| Juegos Olímpicos   | Juegos Olímpicos             | Juegos Olímpicos  | Juegos Olímpicos |
| Año                | Lugar                        | Medalla           | Prueba           |
| ------------------ | ---------------------------- | ----------------- | ---------------- |
| 2006               | Turín (Italia)               | Medalla de plata  | Cuádruple        |
| Campeonato Mundial |                              |                   |                  |
| Año                | Lugar                        | Medalla           | Prueba           |
| 2003               | Lake Placid (Estados Unidos) | Medalla de bronce | Cuádruple        |
| 2005               | Calgary (Canadá)             | Medalla de plata  | Cuádruple        |
| Campeonato Europeo |                              |                   |                  |
| Año                | Lugar                        | Medalla           | Prueba           |
| 2005               | Altenberg (Alemania)         | Medalla de oro    | Cuádruple        |
| 2006               | Sankt Moritz (Suiza)         | Medalla de bronce | Cuádruple        |